# オスカル・セラーノ
オスカル・セラーノ（Óscar Serrano Rodríguez, 1981年9月30日 - ）は、スペイン・ジローナ出身の元サッカー選手。現役時代のポジションはMF（左サイドハーフ）。

## 経歴
2002年から2004年まではセグンダ・ディビシオンBのUEフィゲレスに在籍していた。2004年7月、わずか18000ユーロの移籍金でRCDエスパニョールに移籍したが、1年後にはクラブに欠かせない選手となった。2005-06シーズンはラシン・サンタンデールで34試合に出場して3得点し、UEFAカップ出場権獲得の原動力となった。ラシン・サンタンデールでは4シーズン連続して30試合以上に出場している。2008-09シーズンは自己最多の5得点を挙げた。

## 所属クラブ
- 2000-2001  CFビロビ
- 2001-2002  AD Guixols
- 2002-2004  UEフィゲレス
- 2004-2005  RCDエスパニョール
- 2005-2012  ラシン・サンタンデール
- 2012-2013  レバンテUD
- 2013-2014  デポルティーボ・アラベス